# Euphorbia emetica
Euphorbia emetica är en törelväxtart som beskrevs av Padilla. Euphorbia emetica ingår i släktet törlar, och familjen törelväxter.
Artens utbredningsområde är Guatemala. Inga underarter finns listade i Catalogue of Life.